# Centrumcross Surhuisterveen

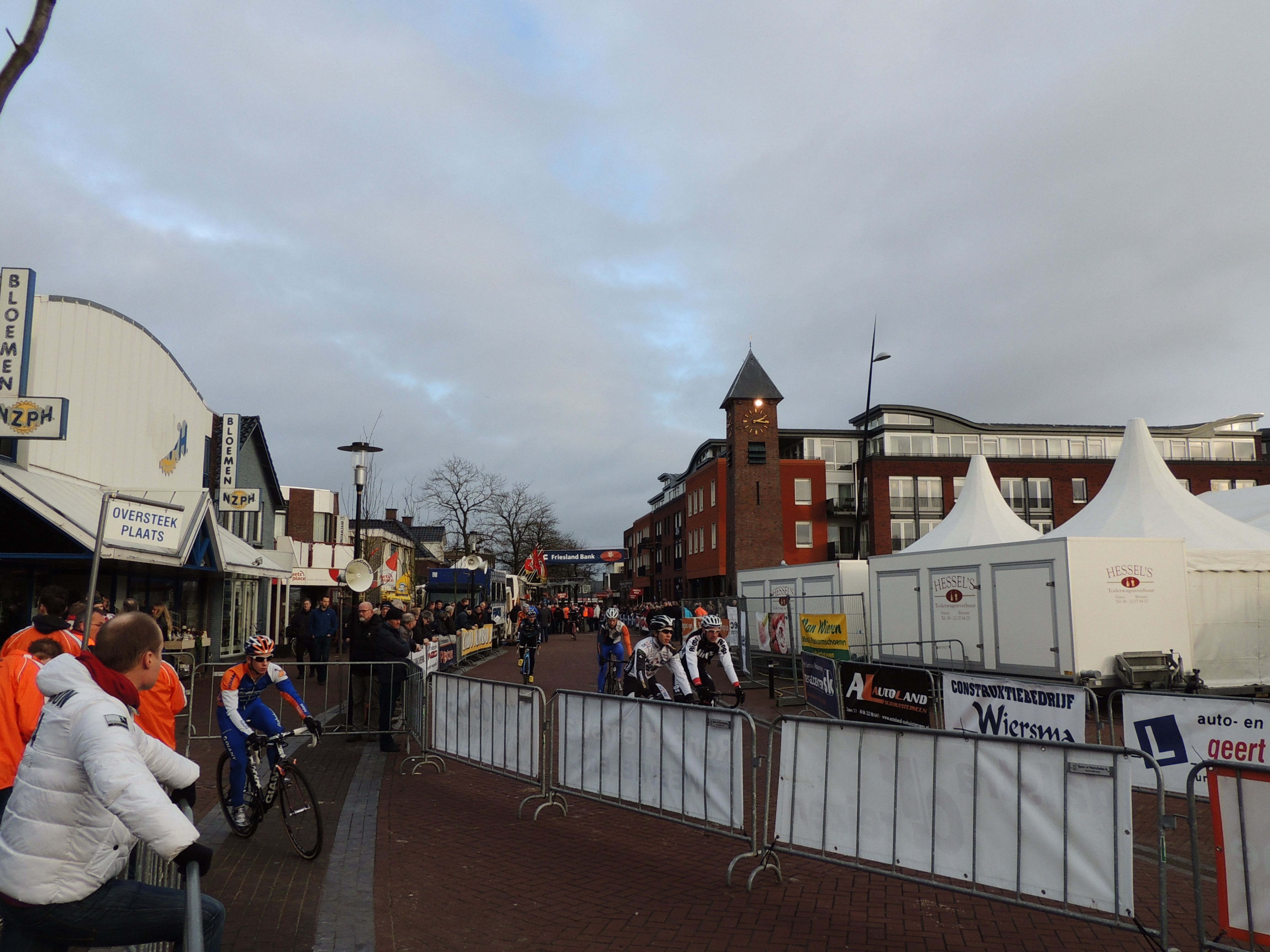
Szene vom Centrumscross 2013

Das Centrumcross Surhuisterveen war ein niederländisches Cyclocrossrennen. Es wurde von 1995 bis 2017 veranstaltet.

## Geschichte
Der Wettbewerb wurde ab 1995 in Surhuisterveen veranstaltet.  Die Organisation lag in den Händen der Stichting Wielercomité Surhuisterveen, die auch die Profronde van Surhuisterveen, ein jährliches Kriterium veranstaltet. Schauplatz des Rennens war, wie der Name suggeriert, das Zentrum des Orts Surhuisterveen mit Start in der Einkaufsstraße De Kolk und dem Großteil des Parcours in den Wiesen gerade nördlich davon. Das Gebiet wurde im Lauf der Jahre immer weiter überbaut. Der Termin des Centrumcross war stets um die Jahreswende, teils Ende Dezember, teils Anfang Januar. In den Saisons 1998/1999 und 1999/2000, jeweils im Dezember, war er Teil der Superprestige-Serie.
In der Saison 2010/2011 fand der Cross nicht statt, da sich das Organisationskomitee auf eine Jubiläumsausgabe der Profronde konzentrieren wollte. 2016 gewann die im Straßenradsport überaus erfolgreiche Anna van der Breggen beim Centrumcross den einzigen Cyclocross-Sieg ihrer Karriere.
Im Januar 2018 veranstaltete Surhuisterveen anstelle des Centrumcross die niederländischen Meisterschaften, bei denen Mathieu van der Poel respektive Lucinda Brand gewannen. Im folgenden Herbst wurde der Cross abgesagt, als Grund nannten die Veranstalter die Schwierigkeit, in einem gut gefüllten Cyclocross-Kalender genügend Aufmerksamkeit außerhalb der großen Serien wie Weltcup, Superprestige oder Trofee zu finden. Seitdem wurde der Centrumcross nicht mehr veranstaltet.
Rekordsieger bei den Männern waren gleichauf die Niederländer Adrie van der Poel, Richard Groenendaal und Gerben de Knegt mit je drei Erfolgen. Bei den Frauen siegte Marianne Vos achtmal, zuerst 2003 im Alter von 15 Jahren.

## Siegerliste

### Männer
- 1995 (Jan):  Adrie van der Poel
- 1996 (Jan):  Adrie van der Poel
- 1997 (Jan):  Paul Herijgers
- 1998 (Jan):  Adrie van der Poel
- 1998 (Dez):  Mario De Clercq
- 1999 (Dez):  Sven Nys
- 2000 (Dez):  Erwin Vervecken
- 2002 (Jan):  Gerben de Knegt
- 2003 (Jan):  Mario De Clercq
- 2004 (Jan):  Bart Wellens
- 2004 (Dez):  Richard Groenendaal
- 2006 (Jan):  Richard Groenendaal
- 2007 (Jan):  Richard Groenendaal
- 2008 (Jan):  Sven Nys
- 2009 (Jan):  Lars Boom
- 2010 (Jan):  Gerben de Knegt
- 2011 (Dez):  Gerben de Knegt
- 2013 (Jan):  Rob Peeters
- 2014 (Jan):  Lars van der Haar
- 2015 (Jan):  Lars van der Haar
- 2016 (Jan):  Corné van Kessel
- 2017 (Jan):  Corné van Kessel

### Frauen
- 1997 (Jan):  Inge Velthuis
- 1998 (Dez):  Inge Velthuis
- 1999 (Dez):  Corine Dorland
- 2000 (Dez):  Inge Velthuis
- 2002 (Jan):  Debby Mansfeld
- 2003 (Jan):  Marianne Vos
- 2004 (Dez):  Marianne Vos
- 2004 (Jan):  Reza Hormes
- 2006 (Jan):  Arenda Grimberg
- 2007 (Jan):  Nicole Kampeter
- 2008 (Jan):  Saskia Elemans
- 2009 (Jan):  Saskia Elemans
- 2010 (Jan):  Marianne Vos
- 2011 (Dez):  Marianne Vos
- 2013 (Jan):  Marianne Vos
- 2014 (Jan):  Marianne Vos
- 2015 (Jan):  Marianne Vos
- 2016 (Jan):  Anna van der Breggen
- 2017 (Jan):  Marianne Vos